# Station Spittal-Millstättersee
Station Spittal-Millstättersee is een spoorwegstation aan de Drautalspoorlijn in de stad Spittal an der Drau  (Oostenrijk-Oost-Tirol).